# 즈비그니에프 브루트카
즈비그니에프 마르친 브루트카(폴란드어: Zbigniew Marcin Bródka, 1984년 10월 8일~)는 폴란드의 쇼트트랙, 스피드스케이팅 선수이다. 폴란드 쇼트트랙 국가대표 선수로 뛰었으며 2008년에 스피드스케이팅으로 전향했다. 그는 2014년 동계 올림픽 남자 1500m에서 네덜란드의 쿤 페르베이를 0.003초차로 제치고 폴란드 스피드스케이팅 선수로는 최초로 올림픽에서 금메달을 획득했다.
2009년부터 워비치에서 소방국 소속 스포츠 선수로 활동하고 있다.

## 수훈
- 기사십자 폴란드 재건국 훈장(2014년 3월 26일)
- 우치주 명예 메달(2014년 4월 29일)